# Diana Ross (album 1976)
Diana Ross è un album in studio da solista della cantante statunitense Diana Ross, pubblicato nel 1976.
Si tratta del secondo disco eponimo dopo l'album d'esordio (1970).

## Tracce
Side 1
1. Theme from Mahogany (Do You Know Where You're Going To) (Michael Masser, Gerry Goffin)  – 3:22
2. I Thought It Took a Little Time (But Today I Fell in Love) (Michael Masser, Pam Sawyer)  – 3:19
3. Love Hangover (Marilyn McLeod, Pam Sawyer)  – 7:49
4. Kiss Me Now (Gwen Gordy Fuqua, Kenneth Lupper,  Bobby Susser)  – 2:42

Side 2
1. You're Good My Child (Kenneth Lupper)  – 3:35
2. One Love in My Lifetime (Lawrence Brown, Terri McFadden, Leonard Perry)  – 3:37
3. Ain't Nothin' But a Maybe (Nickolas Ashford, Valerie Simpson)  – 3:35
4. After You (Michael Masser, Ron Miller)  – 4:06
5. Smile (Charlie Chaplin, Geoffrey Parsons, John Turner)  – 2:55